# Гара (Ноароотсі)
Га́ра (ест. Hara küla, швед. Harga) — село в Естонії, у волості Ляене-Ніґула повіту Ляенемаа.

## Населення
Чисельність населення на 31 грудня 2011 року становила 34 особи.

## Географія
Село розташоване на березі Балтійського моря на відстані 30 км від міста Хаапсалу та 12 км на північ від Пюрксі.
На південь від села лежить озеро Вєеламері (Vööla meri).
Поблизу населеного пункту проходить автошлях 11230 (Гар'ю-Рісті — Ріґулді — Винткюла).

## Історія
З 1998 року для села затверджена друга офіційна назва шведською мовою — Harga.
До 21 жовтня 2017 року село входило до складу волості Ноароотсі.